# Монтеродуни
Монтеродуни (итал. Monteroduni) — коммуна в Италии, располагается в регионе Молизе, в провинции Изерния.
Население составляет 2392 человека (2008 г.), плотность населения составляет 65 чел./км². Занимает площадь 37 км². Почтовый индекс — 86075. Телефонный код — 0865.
Покровителем коммуны почитается святой архангел Михаил, празднование 29 сентября.

## Демография
Динамика населения:

## Администрация коммуны
- Официальный сайт: